# دگرزمانی

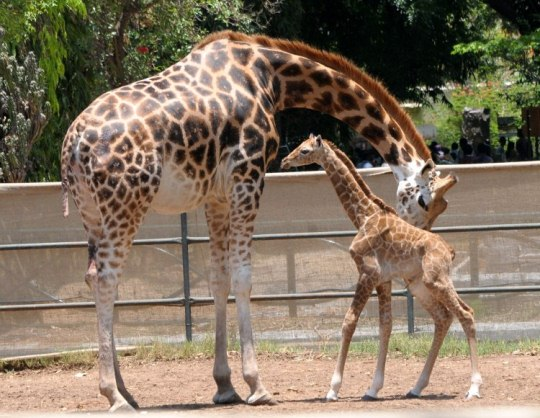
زرافه‌ها گردن بلند خود را از طریق ناهمسانی به دست آوردند و دوره رشد هفت مهره گردن در جنین را افزایش دادند تا طول استخوان‌ها را افزایش دهند، نه با افزودن استخوان‌های بیشتر

ارنست هکل فرض می‌کرد که رشد جنینی تبارزایی یک جانور را خلاصه می‌کند و دگرزمانی را به عنوان یک استثنا برای اندام‌های فردی معرفی می‌کند. زیست‌شناسی نوین درعوض با دیدگاه کارل ارنست فون بائر موافق است که رشد خود تغییر می‌کند، مثلاً با تغییر زمان‌بندی فرآیندهای مختلف، برای ایجاد تبارزایی شاخه‌ای.

در زیست‌شناسی تکاملی تکاملی، دگرزمانی یا دگرجورزمانی (به انگلیسی: Heterochrony) هر گونه، تفاوت کنترل‌شده ژنتیکی در زمان، سرعت، یا مدت یک فرایند رشد در یک جاندار زنده در مقایسه با نیاکان آن یا جانداران دیگر است. این امر سبب تغییر در اندازه، شکل، ویژگی‌ها و حتی وجود اندام‌ها و ویژگی‌های خاص می‌شود. این موضوع با هتروتوپی، یعنی تغییر در موقعیت مکانی برخی از فرایندها در جنین، که می‌تواند نوآوری ریخت‌شناسی را نیز ایجاد کند، در تضاد است. دگرزمانی را می‌توان به دگرزمانی درون‌گونه‌ای، تنوع در یک گونه، و دگرزمانی بین‌گونه‌ای، تنوع تبارزایی، یعنی تنوع گونه‌های نسلی با توجه به گونه‌های نیاکان تقسیم کرد.
این تغییرات همگی بر آغاز، پایان، سرعت یا بازه زمانی یک فرایند رشد خاص تأثیر می‌گذارند. مفهوم دگرزمانی توسط ارنست هکل در سال ۱۸۷۵ معرفی شد و مفهوم نوین آن توسط گوین د بیر در سال ۱۹۳۰ ارائه شد.
دگرزمانی را می‌توان به انواع درون‌گونه‌ای (intraspecific) و برون‌گونه‌ای (interspecific) تقسیم کرد.
سه سازوکار دگرزمانی
- آغاز (Onset): یک فرایند رشد می‌تواند زودتر آغاز شود، پیش از جابجایی، توسعه آن را گسترش دهد، یا بعداً، پس از جابجایی، آن را کوتاه کند.
- دیرکرد (Offset): یک فرایند می‌تواند دیرتر به پایان برسد، هیپرمورفوزیس، توسعه آن را گسترش دهد، یا زودتر، هیپومورفوز یا پروژنز، آن را کوتاه کند.
- نرخ (Rate): سرعت یک فرایند می‌تواند تسریع کند، توسعه آن را گسترش دهد، یا کند شود (مانند نئوتنی)، آن را کوتاه کند.

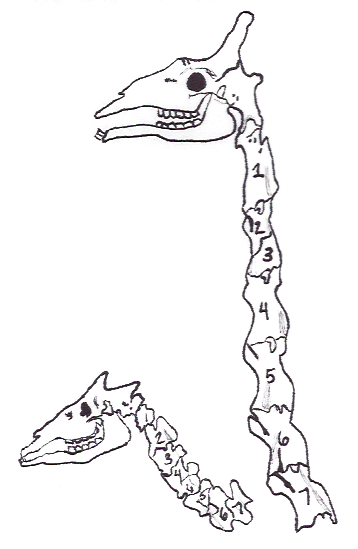
برخلاف طول گردن بسیار متفاوت، زرافه‌ها (راست) مهره‌های گردنی بیشتری ندارند، تنها ۷ مهره از همنوعان خود، گورزرافه (سمت چپ). با محدود شدن تعداد، رشد مهره‌ها گسترش می‌یابد و به آنها اجازه می‌دهد که طولانی‌تر شوند.

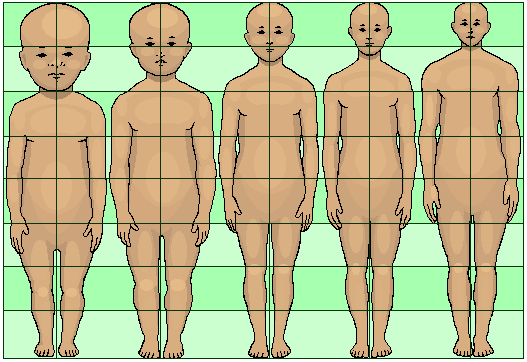
نئوتنی در رشد انسان

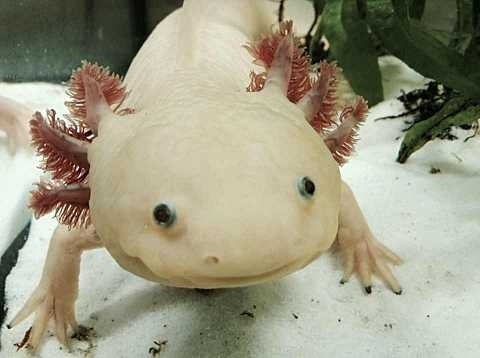
سمندر مکزیکی آبشش‌ها و باله‌ها را در بزرگسالی نگه می‌دارند. اینها ویژگی‌های جوانی در بیشتر دوزیستان هستند.